# آرتور ورگن
آرتور ورگن (انگلیسی: Arthur Worgan؛ زادهٔ ۱ ژانویهٔ ۱۸۷۱) بازیکن فوتبال اهل انگلستان بود. وی در پست مهاجم بازی می‌کرد. وی با باشگاه فوتبال لیورپول بازی آماتوری خود را در ۱۸۹۲–۱۸۹۳ شروع کرد و تا زمان ترک‌ش از بازی در تیم لیورپول بود.